# Noam Mills
Noam Mills (Hod HaSharon, 27 maggio 1986) è una schermitrice israeliana, specialista della spada.

## Biografia
Ha partecipato alla gara della spada individuale ai giochi olimpici di Pechino del 2008, classificandosi al ventiduesimo posto.
Ha conquistato una medaglia di bronzo nella spada individuale ai Campionati europei di scherma 2010, svoltisi a Lipsia.

## Palmarès
In carriera ha conseguito i seguenti risultati:
- Europei

Lipsia 2010: bronzo nella spada individuale.